# 100BASE-T4
Технология 100BASE-T4 — спецификация физического уровня технологии Fast Ethernet, являющейся высокоскоростным вариантом технологии Ethernet. Обеспечивает передачу данных со скоростью до 100 Мбит/сек.

## Описание
100Base-T4 — самая поздняя реализация Fast Ethernet, она появилась позднее спецификаций 100Base-TX и 100Base-FX. Как и остальные спецификации Fast Ethernet она описывается стандартом IEEE 802.3u. В этой технологии используется кабель, состоящий из четырёх витых пар третьей категории. При этом из четырёх пар одна всегда направлена к концентратору, одна от концентратора, а остальные две переключаются в зависимости от текущего направления передачи данных. Таким образом в каждый момент времени из четырёх пар для передачи используется три, а одна используется для прослушивания несущей частоты с целью обнаружения коллизий.
Технология 10BASE-T4 использует логическое кодирование 8B6T, при котором 8 бит данных представляются шестизначными троичными символами. Это, в сочетании с сокращением межкадрового интервала (PVV), позволило увеличить пропускную способность, что привело к появлению стандарта 100BASE-T4.
В отличие от стандарта 100Base-TX, где для передачи используется только две витых пары кабеля, в стандарте 100Base-T4 используются все четыре пары. Причём при связи рабочей станции и повторителя посредством прямого кабеля данные от рабочей станции к повторителю идут по витым парам 1, 3 и 4, а в обратном направлении — по парам 2, 3 и 4. Пары 1 и 2 используются для обнаружения коллизий, подобно стандарту Ethernet. Другие две пары 3 и 4 попеременно в зависимости от команд могут пропускать сигнал либо в одном, либо в другом направлении. Битовая скорость, в расчёте на один канал, составляет 33,33 Мбит/с.
Символьное кодирование — 8B/6T. Если использовалось бы манчестерское кодирование, то битовая скорость в расчёте на одну витую пару была бы 33,33 Мбит/с, что превышало установленный предел 30 МГц для таких кабелей. Эффективное уменьшение частоты модуляции можно достичь, если вместо прямого (двухуровневого) бинарного кода использовать трёхуровневый (ternary) код. Этот код известен как 8B6T; это означает, что прежде чем произойдет передача, каждый набор из 8 бинарных битов (символ) сначала преобразуется в соответствии с определёнными правилами в 6 тройных (трёхуровневых) символов.
100BASE-T4 использует трёхуровневую амплитудно-импульсную модуляцию (PAM-3).
Технические характеристики 100Base-T4:
- Бодовая скорость: 25 бод Частота основной гармоники: 12,5 МГц  Количество пар для передачи: 3  Скорость передачи данных по одной паре: 33,3 Мбит/с